# تفاعل ستيل

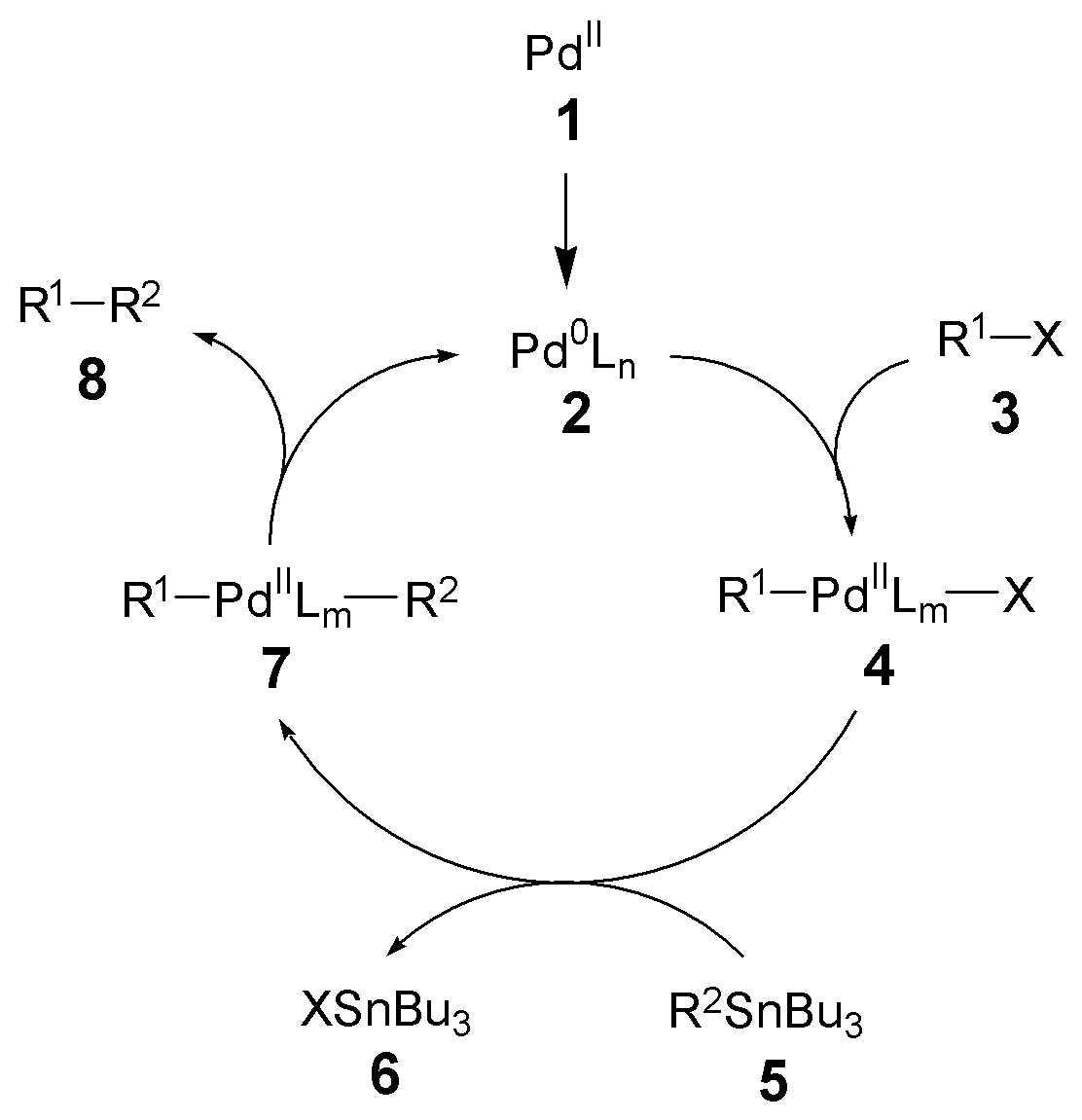
تفاعل ستيل بشرح تفصيلي

تفاعل ستيل هو تفاعل كيميائي يستخدم على نطاق واسع في التركيب العضوي الذي يشتمل على اقتران مركب عضوي مع مجموعة متنوعة من إيليفات الالكترونات العضوية عن طريق تفاعل محفز البلاديوم المزدوج.{\displaystyle {\color {Blue}{\ce {R^{1}-Sn(Alkyl)3}}}+{\color {Red}{\ce {R^{2}-X}}}\ {\ce {->[{\color {Green}{\ce {Pd^{0}}}}{\text{ (catalytic)}}][{\text{ligand set}}]}}\ \overbrace {{\color {Blue}{\ce {R^{1}}}}\!-\!{\color {Red}{\ce {R^{2}}}}} ^{coupled\ product}+{\color {Red}{\ce {X}}}\!-\!{\color {Blue}{\ce {Sn(Alkyl)3}}}}
- {\displaystyle {\color {Blue}{\ce {R^1}}}\!,\ {\color {Red}{\ce {R^2}}}}: {\displaystyle {\ce {sp^2}}} hybridized C (allyl, alkenyl, or aryl).
- {\displaystyle {\color {Red}{\ce {X}}}}: halides (Cl, Br, I), pseudohalides (OTf, {\displaystyle {\ce {OPO(OR)2}}})

تكون المجموعة R1 هي المجموعة المرتبطة بثلاثي- كلتين المهجن عادةً من نوع sp2، بما في ذلك الألكينات ومجموعات الأريل. ومع ذلك، فقد تم وضع شروط لدمج كل من المجموعات المهجنة sp3، مثل مجموعة الاليل وبدائل البنزين، والالكاينات المهجنة sp. كما أن هذه المركبات العضوية مستقرة أيضًا لكل من الهواء والرطوبة، وكثير من هذه الكواشف إما متاحة تجارياً أو يمكن توليفها. ومع ذلك، تميل هذه الكواشف لتكون سامة للغاية. X عادةً ما يكون هاليد، مثل Cl أو Br أو I، ولكن يمكن أيضًا استخدام الهاليدات الكاذبة مثل السلفنات والفوسفات.
وضعت الأسس لتفاعل ستيل في عامي 1976 و 1977 من قبل كولن إيبورن، توشيهيكو ميغيتا، وماسانوري كوسوجي، الذين استكشفوا العديد من وصلات البلاديوم المحفزة التي تتضمن كواشف عضوية. طور جون ستيل وديفيد ميلستين طريقة أكثر اتساع وقابلية للتطبيق في عام 1978. قد يكون عمل ستيل في هذا المجال قد أكسبه حصة من جائزة نوبل لعام 2010، والتي منحت لريتشارد هيك، إيتشي نيشي، وأكيرا سوزوكي لعملهم في تفاعلات هك، نيغيشي وسوزوكي. و قد مات ستيل في حادث تحطم طائرة تابعة لشركة يونايتد ايرلاينز الرحلة 232 في عام 1989.

## التاريخ
تم الإفصاح عن المثال الأول لتحفيز البلاديوم من هاليدات الأريل مع الكواشف الأرغنوتينية من قبل كولين إيبورن في عام 1976. ينتج هذا التفاعل من 7٪ إلى 53٪ من منتج ديرل. تم توسيع هذه العملية إلى اقتران كلوريد الأسييل مع كاشفات ألكيل-تين في عام 1977 بواسطة توشيهيكو ميغيتا، مما أسفر عن 53٪ إلى 87٪ من منتج الكيتون
في وقت لاحق في عام 1977، نشرت ميغيتا المزيد من العمل على اقتران من الكواشف الأليلات القصدير مع كل من أريل وأسيلة هاليدات. وقدرة أكبر من مجموعات الأليل على الهجرة إلى محفز البلاديوم سمح بتفاعلات في درجات حرارة منخفضة. تراوحت إنتاجية هاليدات الأريل من 4٪ إلى 100٪، وبالنسبة إلى هاليدات الأسيل من 27٪ إلى 86٪.
بعد وضع هذا الأساس، أبلغ ستيل عن اقتران مجموعة متنوعة من كاشفات القصدير الألكيل في عام 1978 مع العديد من هاليدات الأريل والهيل مع ظروف تفاعل معتدلة أكثر بكثير، مع عوائد أفضل بكثير (76 ٪ -99 ٪). واصل ستيل عمله في الثمانينات من القرن العشرين على توليفة العديد من الكيتونات باستخدام هذه العملية الواسعة والخفيفة ووضّح آلية لهذا التحول. بحلول منتصف الثمانينات من القرن العشرين، تم نشر أكثر من 65 بحثًا حول موضوع تفاعلات الوصلات التي تشمل القصدير، واستمر في استكشاف نطاق الركيزة لهذا التفاعل. في حين ركزت البحوث الأولية في المجال على اقتران مجموعات الألكيل، فإن معظم العمل المستقبلي تضمن اقتران أكثر فائدة من الفينيل، الألكينيل، الأريل، والأليل للأوكلوستانون إلى الهاليدات. وبسبب استقرار هذه الكاشف في الهواء وسهولة تركيبه، أصبح تفاعل ستيل شائعًا في التركيب العضوي.